# Caenocryptus shikokuensis
Caenocryptus shikokuensis là một loài tò vò trong họ Ichneumonidae.